# Academia Teresopolitana de Letras
A Academia Teresopolitana de Letras (ATL) é uma entidade cultural e literária sem fins lucrativos fundada em 21 de abril de 1961. 
É constituída por 40 membros eleitos pelos outros acadêmicos, com mandato perpétuo. Cada membro ocupa uma cadeira, que tem um patrono.
Tem por finalidade básica agregar escritores jornalistas e professores objetivando interagir com a sociedade em todos os seus segmentos:
- Incentivar a atividade intelectual na comunidade
- promover intercâmbio cultural com instituições congêneres
- organizar concursos literários e distribuir prêmios e outros mais.[1]

## Pródromos
Em 1960, o político Artur Dalmaso, médico, escritor, jornalista e artista plástico, idealizou, juntamente com o artista plástico Fernando Martins, a criação de uma entidade cultural nos moldes da Academia Francesa de Letras.. Fizeram, então, convites para Nilo Tavares, Augusto Pinto, Renato Ferro, Alfredo Tymbira de Carvalho, Cezar Vieira Bastos e Manoel Peres, todos jornalistas, que, aceitando, estenderam o convite a Monsenhor Bennassi, Cônego Tomas de Aquino Menezes, Sebastião Mello, Ulisses Souto, Fernando Morgado, Gastão Neves, Manita, Maria Tereza Peçanha, Ieda Guaraná e Alice Nunes. Estava formado um grupo de fundadores.
Em virtude da data de sua fundação, foi escolhido o nome de Tiradentes para seu patrono.

## Honrarias
A Academia Teresopolitana de Letras instituiu honrarias para agraciar vultos da literatura e da cultura teresopolitana:
- Troféu Tiradentes
- Medalha Atrur Dalmaso

### Troféu Tiradentes
Instituído em 2005, é uma honraria concedida anualmente pela Academia Teresopolitana de Letras a uma personalidade de Teresópolis que se tenha destacado nas diversas áreas de cultura que contribuem para a vida cultural da cidade. Agraciou as seguintes personalidades:
- 2006 - Michelle Muniz Bronstein, gestora cultural;
- 2012 - Edinar Claussen Corradini - artista cênica e professora;
- 2013 - Regina Rebello - professora, chefe do Serviço de Patrimônio Histórico Artístico e Cultural de Teresópolis;
- 2014 - Sami Mattar -  artista plástico;
- 2015 - Alexander Robin, artista plástico;
- 2016 - Ana Maria de Andrade - professora, escritora, ilustradora e jornalista;[5]
- 2017 - João Zerillo de Andrade Adell - professor;
- 2018 - Marlene Guimarães Bittencourt - professora;
- 2019 - Cléo Jordão Rezende - Secretária de Cultura do Município de Teresópolis.

### Medalha Artur Dalmaso
Comenda criada pelo presidente Delmo Ferreira, em 2014, concedida a até três personalidades por ano:
- 2014 - família Dalmasso, representada por Teresa Dalmasso e o neto de Arthur Dalmasso;
- 2015 -
  - Inês Joaquina Coutinho, Juíza
  - Marly Draeger, escritora e professora
  - Ricardo Guarilha - artista plástico e coordenador de exposições e designer gráfico da Secretaria de Cultura de Teresópolis
- 2016 - Ozair Furtado - artista circense, contemplado pelo trabalho dedicado à cultura no município
- 2017 -
  - George Campista de Abreu Cabral - Professor
  - Roberto Selig - Engenheiro Agrônomo
  - Leonardo dos Guimarães Bittencourt - Jornalista
- 2018 - 
  - Monsenhor Antônio Carlos Motta do Carmo - poeta e pároco da igreja São Judas Tadeu
  - Daniel Pinheiro Hernandez, professor, médico epidemiologista[nota 1]
- 2019 -
  - Georgia Jahara - Diretora da Casa de Cultura
  - Coral Unifeso Pro Arte
  - Hudson Cruz, Escritor

## Revista
A ATL produz e publica a Serrana, um periódico que que difunde a produção literária de seus membros.